# Abdelkader Ouali
Abdelkader Ouali, né le 3 avril 1952 dans la wilaya de Mostaganem, est un homme politique algérien. Il a été ministre des Travaux Publics puis des Ressources en eau et de l'Environnement dans les gouvernements Sellal.

## Biographie
Il a géré des wilayas, a assuré la sécurité interne du pays quand il était secrétaire général du ministère de l’intérieur.
Il a commencé au bas de l’échelle, chef de cabinet de la wilaya de Béjaïa, chef de daïra à Saïda et Koléa, Conseiller d’études et de synthèse à la présidence de la République, wali de Tlemcen, d’Alger, de Sétif, de Tizi Ouzou, de Batna et secrétaire général du ministère de l’intérieur avant sa mise en retraite.
Le 25 novembre 2020, il est placé en détention provisoire, poursuivi pour « octroi d'indus avantages » et « abus de pouvoir ».
Accusé de « dilapidation de deniers publics, de corruption et d'attribution d'indus avantages » dans une affaire liée à la construction d'une pénétrante de l'autoroute Est-Ouest, il est condamné à 4 ans de prison en mars 2022.

## Fonctions
Ses principales fonctions occupées sont :
1. Chef de Cabinet de  la wilaya de Béjaïa: (1980-1984).
2. Chef de Daïra à El Hassasna dans la wilaya de Saïda: (1984-1986).
3. Chef de Daïra à Daïra de Koléa dans la wilaya de Tipaza: (1986-1990).
4. Chargé d'Études et de Synthèse au Cabinet de la Présidence de la République: (1990-1991).
5. Wali de Tlemcen: (1991-1994).
6. Wali d'Alger: (1994-1995).
7. Wali de Sétif: (1995-1999).
8. Wali de Tizi Ouzou: (1999-2001).
9. Wali de Batna: (2001-2005).
10. Secrétaire Général du Ministère de l'Intérieur: (2005-).
11. Ministre des Travaux Publics : (2015-2016).
12. Ministre des Ressources en Eau et de l'Environnement : (2015-2017).